# 张罗
张罗，北京市耳鼻咽喉科研究所教授，主任医师，长期从事慢性鼻病的发病机制和临床诊疗研究，担任中国教育部耳鼻咽喉科学重点实验室副主任，鼻病研究北京市重点实验室主任，中国国家卫计委变态反应科临床重点专科负责人，兼任中华医学会变态反应学分会主任委员、国际鼻部炎症和过敏科学学会主席、世界过敏反应科学组织执委会委员等职务。张罗教授曾入选中国教育部长江学者特聘教授。